# Proyecto Kalaweit
Proyecto Kalaweit es un proyecto pionero en la conservación y protección de los gibones de Indonesia. 

## Origen

### Chanee Kalaweit
El fundador del proyecto es Aurélien Brulé, más conocido como "Chanee Kalaweit"), un joven francés nacido el año 1979 en Fréjus (Var), en el sur de Francia.
Kalaweit significa gibón en dayak (lengua de los nativos de Borneo), mientras que "Chanee" significa también gibón, pero en tailandés. 
En sus inicios, el proyecto se inició bajo el nombre de "Etho-Passion", en 1997, pasando a tener el nombre de "Proyecto Kalaweit" poco tiempo después. Chanee Kalaweit llegó a Indonesia en 1998, y Proyecto Kalaweit inició sus actividades en 1999, año en el que se creó el primer santuario para gibón tras la firma de un primer acuerdo con el gobierno de Indonesia. 
En el año 2004 la asociación firmó un acuerdo nacional de cooperación con el departamento indonesio forestal. Kalaweit puede ahora rescatar gibones por toda Indonesia.
Se trata del programa de rehabilitación de gibones más importante del mundo.
Pese a centrarse en la recuperación de estos primates, el proyecto también ha desempeñado una activa labor en la recuperación de otras especies, como el oso malayo (Helarctos malayanus) o el loris.

## Sus centros
La asociación cuenta con dos centros de rehabilitación, uno en Borneo y otro en Sumatra (con más de 300 gibones y siamang).

### Borneo
En la isla de Borneo se encuentran tres instalaciones:
- Palangka Raya (Kalimantan Centre): centro logístico y lugar desde donde se emite radio Kalaweit FM.
- Pararawen: es el santuario donde se encuentran los animales (350 km al norte de Palangka Raya).
- Hampapak: lugar donde se ponen en libertad controlada los animales. Se trata de una isla sita en el lago de Hampapak.

### Sumatra
El centro de Sumatra se encuentra en la isla Marak, una pequeña isla de 1000 hectáreas totalmente inhabitada, donde los gibones pueden ser preparados para su puesta en libertad. Se halla a 5 km de la costa de la isla de Sumatra.

## Radio Kalaweit
Se trata del buque insignia del proyecto. Fue creada con el objetivo de concienciar a la población local a través de la música y la emisión de mensajes conservacionistas en los intervalos entre canciones. 
Es el título de un documental de la cadena británica BBC que trata sobre el proyecto, documental en el que los productores acompañan a Chanee Kalaweit en su labor cotidiana.

## Los principales peligros para el gibón
Dado su amable aspecto, los gibones son capturados como animales de compañía, muy especialmente cuando aún son crías. Al alcanzar la madurez sexual, los gibones se vuelven violentos, razón por la cual son encarcelados en jaulas hasta su muerte (por lo general temprana). Junto a este peligro, destaca, por encima de cualquier otro, la destrucción de su medio ambiente (problema que comparten con los orangután y el resto de la rica diversidad biológica indonesia). La destrucción de la selva que les sirve de hogar viene motivada principalmente por la acción de las factorías madereras y la colocación de plantaciones para la obtención de aceite de palma.  

## Enlaces
- Web oficial del Proyecto Kalaweit
- Radio Kalaweit
- Artículo en la "Liga de protección mundial de los primates". Archivado el 17 de diciembre de 2010 en Wayback Machine.